# Premier League Asia Trophy 2019
Premier League Asia Trophy 2019 là mùa giải thứ 9 của Premier League Asia Trophy. Manchester City, Newcastle United, West Ham United và Wolverhampton Wanderers là các đội tham dự Premier League Asia Trophy. Giải đấu sẽ được tổ chức ở Nam Ninh và Thượng Hải từ ngày 17 đến 20 tháng 7 năm 2019. Wolverhampton Wanderers đã giành được danh hiệu đầu tiên sau chiến thắng 3–2 trên chấm phạt đền trước Manchester City.

## Kết quả
|  | Bán kết                 | Bán kết         |                             |       | Chung kết | Chung kết |
|  |                         |                 |                             |       |           |           |
|  | 17 tháng 7 – Nam Kinh   |                 |                             |       |           |           |
|  |                         |                 |                             |       |           |           |
|  | Newcastle United        | 0               |                             |       |           |           |
|  | Newcastle United        | 0               | 20 tháng 7 – Thượng Hải     |       |           |           |
|  | Wolverhampton Wanderers | 4               |                             |       |           |           |
|  | Wolverhampton Wanderers | 4               | Wolverhampton Wanderers (p) | 0 (3) |           |           |
|  | 17 tháng 7 – Nam Kinh   |                 | Wolverhampton Wanderers (p) | 0 (3) |           |           |
|  |                         | Manchester City | 0 (2)                       |       |           |           |
|  | Manchester City         | Manchester City | 0 (2)                       | 4     |           |           |
|  | Manchester City         |                 |                             | 4     |           |           |
|  | West Ham United         | 1               |                             |       |           |           |
|  | West Ham United         | 1               | Tranh hạng ba               |       |           |           |
|  |                         |                 |                             |       |           |           |
|  | 20 tháng 7 – Thượng Hải |                 |                             |       |           |           |
|  |                         |                 |                             |       |           |           |
|  | Newcastle United        | 1               |                             |       |           |           |
|  | Newcastle United        | 1               |                             |       |           |           |
|  | West Ham United         | 0               |                             |       |           |           |

Tất cả thời gian bắt đầu đều là địa phương (UTC+08:00)

### Bán kết
| Newcastle United | 0–4      | Wolverhampton Wanderers                                                |
| ---------------- | -------- | ---------------------------------------------------------------------- |
|                  | Chi tiết | Diogo Jota 15', 40' · Morgan Gibbs-White 32' · Thomas Allan 85' (l.n.) |

| Manchester City                                                       | 4–1      | West Ham United        |
| --------------------------------------------------------------------- | -------- | ---------------------- |
| David Silva 33' · Lukas Nmecha 36' (ph.đ.) · Raheem Sterling 59', 72' | Chi tiết | Mark Noble 26' (ph.đ.) |

### Play-off hạng 3
| Newcastle United   | 1–0    | West Ham United |
| ------------------ | ------ | --------------- |
| Muto Yoshinori 34' | Report |                 |

### Chung kết
| Wolverhampton Wanderers                                                | 0–0      | Manchester City                                                     |
| ---------------------------------------------------------------------- | -------- | ------------------------------------------------------------------- |
|                                                                        | Chi tiết |                                                                     |
| Loạt sút luân lưu                                                      |          |                                                                     |
| Conor Coady · Ryan Bennett · Max Kilman · Taylor Perry · Rúben Vinagre | 3–2      | İlkay Gündoğan · David Silva · Danilo · Aleix García · Lukas Nmecha |

| Wolverhampton Wanderers | Manchester City |

## Người ghi bàn
2 bàn
- Diogo Jota
- Raheem Sterling

1 bàn
- Morgan Gibbs-White
- Lukas Nmecha
- Mark Noble
- David Silva
- Muto Yoshinori

1 bàn phản lưới nhà
- Thomas Allan (against Wolverhampton Wanderers)